# Oligarcas russos

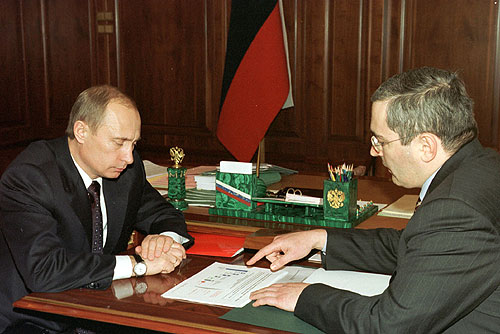
Presidente Putin com Mikhail Khodorkovsky, presidente do conselho da empresa petrolífera Yukos.

Os oligarcas russos (em russo: олигархи, tr. oligarkhi) são oligarcas empresariais das ex-repúblicas soviéticas que acumularam riqueza rapidamente na década de 1990 por meio da privatização russa que se seguiu à dissolução da União Soviética. O falido estado soviético deixou a propriedade dos ativos do estado contestada, o que permitiu acordos informais com ex-funcionários da URSS (principalmente na  Rússia e na Ucrânia) como um meio de adquirir propriedade do estado. O historiador Edward L. Keenan  comparou esses oligarcas ao sistema de poderosos boiardos que surgiram no final da Idade Média na Moscóvia.
Esse pequeno grupo adquiriu enorme riqueza, significativa influência política e, frequentemente, também o controle dos meios de comunicação, em algumas das antigas repúblicas soviéticas.
Desde 2014, centenas de oligarcas russos e suas empresas foram atingidos pelas sanções dos EUA  por seu apoio à "atividade maligna do governo russo em todo o mundo". Em 2022, muitos oligarcas russos foram visados e sancionados por países ao redor do mundo como uma repreensão à guerra da Rússia contra a Ucrânia.

## História
Os oligarcas ganharam destaque em 1992, quando uma equipe de jovens reformadores liderados por Anatoly Chubais começou a criar as bases de uma economia capitalista na Rússia. Foi criado um esquema em que cada cidadão russo recebia um bônus, representando sua parcela da riqueza nacional. Milhões de russos empobrecidos venderam esses bônus a preços muito baixos a poucos compradores que assim acumularam enorme fortuna em ativos remanescentes da economia soviética falida. Alguns também se beneficiaram da privatização de empresas estatais a preços reduzidos e aproveitando a lacuna entre oferta e procura que se vivia na época, começaram por importar bens baratos e passaram gradualmente a negociar produtos mais avançados. Abriram bancos, assim que economia desregulada o permitiu, assegurando que o banco central gerasse hiperinflação, e emprestaram dinheiro ao Estado, tendo como garantia acções das empresas estatais mais valiosas.
O governo da época via este processo como um mal menor, comparado com o peso no orçamento das indústrias subsidiadas e ao déficit do Estado. Houve também guerras entre os oligarcas, na disputa pelas melhores fatias do bolo estatal.
Como resultado desse processo, um pequeno grupo de empresários adquiriu quase a metade de todos os ativos financeiros da Rússia. Entre os pioneiros, o mais rico é Boris Berezovsky, que começou seu império empresarial com um negócio que lhe garantia direitos exclusivos na venda de carros Lada.
Os oligarcas chegaram ao seu auge em 1996, durante o governo de Boris Yeltsin, quando os grandes empresários, além da sua força econômica, começaram a ter também enorme poder político. Na época, a parcela da mídia russa em poder do setor privado era controlada por dois oligarcas - Berezovsky e Vladimir Gusinsky. Para eles, era essencial que Yeltsin continuasse presidente e portanto investiram pesado na sua reeleição.
Mas, desde 31 de dezembro de 1999, quando Yeltsin renunciou e Vladimir Putin assumiu interinamente a presidência da Federação Russa - sendo depois eleito, em 2000, e reeleito, em 2004 - os oligarcas ligados a Yeltsin foram totalmente alijados do círculo próximo ao poder. Passaram a ser investigados e alguns foram presos sob acusações tais como a de roubar propriedade estatal em 1994. Boris Berezovsky e Vladimir Gusinsky foram forçados a se exilar em Londres e em Israel, respectivamente.
Posteriormente, a Grande Recessão também não poupou os oligarcas russos, mesmo aqueles mais próximos de Putin.